# Spelunky
Spelunky ist ein Jump ’n’ Run mit Rogue-like-Elementen des amerikanischen Entwickler Derek Yu. Yu veröffentlichte das Spiel erstmals 2008 kostenlos für Windows. 2009 gab Yu den Quellcode für die nicht-kommerzielle Nutzung frei, auf dessen Grundlage Fans das Spiel inoffiziell für andere Plattformen portierten, darunter macOS und als HTML5-basiertes Browserspiel für Google Chrome. 2012 veröffentlichte er es in einer überarbeiteten, kommerziellen Fassung für die Spielkonsole Xbox 360, die anschließend auch für Windows, PlayStation 3, PlayStation 4, PlayStation Vita und Nintendo Switch portiert wurde.
Im September 2020 erschien der Nachfolger Spelunky 2.

## Spielprinzip
Der Spieler steuert einen in Anlehnung an Indiana Jones gestalteten Höhlenforscher (engl. spelunker) durch prozedural generierte Level, die bei jedem Spieldurchgang neu berechnet werden. Er sucht darin nach Schätzen, muss sich gegen unterschiedliche gegnerische Figuren zur Wehr setzen und Fallen vermeiden. Der Schwierigkeitsgrad wurde generell als hoch eingeschätzt, das häufige Ableben der Spielfigur und der Neustart sind kennzeichnende Elemente des Spielprinzips. Erfolge stellen sich für den Spieler allmählich ein durch das Erlernen der Spielformel und das Lesen der Level.

## Rezeption
Das Spiel erhielt mehrheitlich positive Bewertungen.

„Herausforderndes Abenteuer, dessen wahres Potential vor allem geduldige Spieler entdecken dürften.“

“After first surfacing on the Xbox 360 and PC, Spelunky has finally found its ideal match on the Vita. Being able to spend a few minutes excavating whenever the mood strikes you works incredibly well for a game in which death is quick and severe, and the big screen and solid controls ensure that even longer play sessions are an utter delight. Couple that portability with a reinvented cooperative mode that uses whatever combination of Vitas and PlayStation 3s you want, and you have the best version yet of a game that is already one of the most exciting and dynamic platformers in recent memory.”

„Nach dem ersten Aufschlag auf der Xbox 360 und dem PC hat Spelunky mit der Vita endlich seine ideale Plattform gefunden. Sich bei Lust und Laune jederzeit mal kurz zwischendurch mit dem Ausgraben zu beschäftigen, funktioniert für ein Spiel, in dem euch der Tod schnell ereilt und bedeutsam ist, unglaublich gut; der große Bildschirm und die solide Steuerung sorgen dafür, dass auch längere Spielsitzungen ein absoluter Genuss sind. Kombiniert ihr die Mitnahmemöglichkeit mit dem neu gestalteten Koop-Modus, der jede beliebige Kombination aus Vitas und PlayStation 3 zulässt, dann habt ihr die bisher beste Version eines Spiels, das bereits jetzt eines der aufregendsten und dynamischsten Jump ’n’ Runs der letzten Zeit ist.“

Bis 2016 verkaufte sich Spelunky mehr als eine Million Mal. Laut Derek Yu startete das Spiel auf Steam in der ersten Verkaufswoche mit mehr als 61.000 Kopien und steigerte sich bis 2016 auf über 577.000 verkaufte Kopien. Auf dem Independent Games Festival 2012 erhielt Spelunky die Auszeichnung für das beste Design. PC Gamer zählte es 2016 zu den 50 einflussreichsten Spielen, u. a. durch seinen Einfluss auf andere Rogue-lites. Hervorgehoben wurde zudem, dass auch mit Hilfe relativ simpler Entwicklungsumgebungen, wie Game Maker, in kleinen Teams mit geringem Budget herausragende Spiele entwickelt werden könnten. Polygon bezeichnete es 2019 als das wichtigste Spiel der Dekade. Die Special Edition des Dokumentationsfilms Indie Game: The Movie wurde unter anderem mit einem Interview von Derek Yu zu Spelunky erweitert.
Spelunky war eines der ersten populären Spiele, das die alte Formel der durch ihren Schwierigkeitsgrad gekennzeichneten Rogue-likes mit dem eingängigen Spielprinzip eines Jump ’n’ Run kombinierte. Es folgte damit nicht der im Erscheinungsjahr als „Berlin Interpretation“ beschlossenen Definition, die dem Genre sehr enge Grenzen setzte, sondern öffnete es für neue Interpretationen der Spielformel und damit auch für ein breiteres Publikum. Die dadurch beeinflussten Spiele wurden in Folge vielfach unter der Bezeichnung Rogue-lite zusammengefasst, darunter Titel wie The Binding of Isaac, FTL, Hades, Dead Cells und Slay the Spire.